# 133 Pułk Piechoty (II RP)
133 Pułk Piechoty (133 pp) – rezerwowy oddział piechoty Wojska Polskiego.

## Historia pułku
Pułk nie występował w organizacji pokojowej wojska. Został sformowany w dniach 24–27 sierpnia 1939 roku, zgodnie z planem mobilizacyjnym „W”, w mobilizacji alarmowej, w grupie jednostek oznaczonych kolorem żółtym.
Jednostkami mobilizującymi były bataliony wchodzące w skład pułku KOP „Wilno”. Z chwilą sformowania oddział został podporządkowany dowódcy rezerwowej 33 Dywizji Piechoty i w jej składzie walczył w kampanii wrześniowej.

## Organizacja wojenna i obsada personalna pułku
| Organizacja wojenna i obsada personalna pułku | Organizacja wojenna i obsada personalna pułku | Organizacja wojenna i obsada personalna pułku |
| Stanowisko etatowe                            | Stopień, imię i nazwisko                      | Uwagi                                         |
| dowództwo pułku (batalion KOP „Niemenczyn”)   | dowództwo pułku (batalion KOP „Niemenczyn”)   | dowództwo pułku (batalion KOP „Niemenczyn”)   |
| --------------------------------------------- | --------------------------------------------- | --------------------------------------------- |
| dowódca pułku                                 | płk piech. Antoni Wandtke                     | niemiecka niewola                             |
| adiutant                                      | kpt. adm. (piech.) Kazimierz Żyliński         |                                               |
| lekarz                                        | kpt. lek. dr Dydak Pozarzycki                 |                                               |
| I batalion (batalion KOP „Nowe Święciany”)    |                                               |                                               |
| dowódca I batalionu                           | kpt. Romuald Władysław Kamiński               |                                               |
| lekarz                                        | kpt. lek. rez. dr Bolesław Habdank            |                                               |
| dowódca 1 kompanii strzeleckiej               | por. Tadeusz Michał Bujarski                  |                                               |
| dowódca 2 kompanii strzeleckiej               | por. rez. Szewczyk                            |                                               |
| dowódca 3 kompanii strzeleckiej               | kpt. Stanisław Romecki                        |                                               |
| dowódca 1 kompanii ckm                        |                                               |                                               |
| II batalion (batalion KOP „Niemenczyn”)       |                                               |                                               |
| dowódca II batalionu                          | kpt. Olgierd Leonard Wojdatt                  |                                               |
| dowódca 4 kompanii strzeleckiej               | por. Wacław Janiszek                          |                                               |
| dowódca 5 kompanii strzeleckiej               | por. Leonid Ryszard Diadyk                    |                                               |
| dowódca 6 kompanii strzeleckiej               | por. piech. Tadeusz Janocha                   | †1940 Ukraina                                 |
| dowódca 2 kompanii ckm                        | por. Leon Dobrzyński                          |                                               |
| III batalion (batalion KOP „Troki”)           |                                               |                                               |
| dowódca III batalionu                         | kpt. piech. Mikołaj Artiuch                   | †26 IX 1939                                   |
| oficer żywnościowy                            | ppor. piech. rez. Czesław Jacewicz            |                                               |
| dowódca 7 kompanii strzeleckiej               |                                               |                                               |
| dowódca 8 kompanii strzeleckiej               |                                               |                                               |
| dowódca 9 kompanii strzeleckiej               |                                               |                                               |
| dowódca 3 kompanii ckm                        |                                               |                                               |
| pododdziały specjalne                         |                                               |                                               |
| dowódca kompanii zwiadu                       | por. piech. Włodzimierz Stanisław Szumigalski |                                               |